# 雪峰院
雪峰院（せつほういん）は、東京都北区にある浄土宗の寺院。

## 概要
創建年代は不明である。かつては「長泉寺」と称していたが、天正年間（1573年-1592年）に廃寺になった。1802年（享和2年）、雪峰大覚が廃寺状態だった寺を中興した。
本尊は阿弥陀如来であるが、旧寺の本尊だった毘沙門天も安置されている。
なお、雪峰院の隣に「十条聖観音堂」という小堂があるが、この堂は当院の施設ではなく、中十条の西音寺の境外仏堂である。

## 交通アクセス
- 十条駅より徒歩8分。

## 関連文献
- 「十條村 長泉寺蹟」『新編武蔵風土記稿』 巻ノ17豊島郡ノ9、内務省地理局、1884年6月。NDLJP:763977/97。